# ライド・オン・タイム (スターリンの曲)
「ライド・オン・タイム」 (RIDE ON TIME) は、日本の ロックバンドであるスターリンの6枚目のシングル。1992年11月21日にアルファレコードから発売された。

## 解説
アルバム『奇跡の人』と同時発売され、この曲がスターリンとしての最後のシングルとなった。タイトル曲は1980年に発売された山下達郎の楽曲のカバーだが、プロデューサーに岡野ハジメを迎え、ヴォーカルにはボコーダーによるエフェクトが加工され、バックの演奏はノイジーなテクノ・サウンドとなっているなど、原曲とは全く異なるアレンジとなっている。後に山下が自身のラジオ番組でオンエアし、「数あるカバーの中でも異色で、パンクでアバンギャルドな作品。当時の遠藤ミチロウさんのインタビューでは『ごくストレートなアプローチ』だと発言していた。こういう形で解釈されるのはすごく光栄」とコメントした。

## 収録曲
1. ライド・オン・タイム - RIDE ON TIME
作詞・作曲：山下達郎
2. 家なき子 ※アルバム未収録
作詞・作曲：遠藤ミチロウ

## 参加ミュージシャン
- 遠藤ミチロウ - ボーカル
- 三原重夫 - ドラムス
- 斉藤律 - ギター
- 安達親夫 - ベース
- 岡野ハジメ - ギター、キーボード

## リリース日一覧
| 地域 | タイトル             | リリース日     | レーベル         | 規格 | カタログ番号 |
| ---- | -------------------- | -------------- | ---------------- | ---- | ------------ |
| 日本 | ライド・オン・タイム | 1992年11月21日 | アルファレコード | CD   | ALDA-63      |